# Porciós üveg
Magyarország egyes területein eltérően a 20. század elejéig - közepéig a falusi kocsmákban nem pohárból itták a pálinkát, hanem  hutákban készített, majd üveggyári  porciós üveget használtak. 
Az üvegkorsók (karaf) űrtartalma általában 0,5 dl, de voltak kisebbek és nagyobbak (1 dl, 2 dl) is.
A formájuk alapján külön nevet kaptak.
Ha hengeres (vagy enyhén hasas) és vállas testű, hosszú, vékony nyakú volt: fütyülős üvegnek hívták.
Ha ívelt vagy kúpos hasú, a száj felé  elkeskenyedő: fityóknak, pityóknak nevezték. Ezek lehettek mintázottak és fülesek is.

## Külső hivatkozások
- Néhány bortörténeti érdekesség és kocsmahistória https://web.archive.org/web/20100409063257/http://archiv.magyarszo.com/arhiva/2005/09/29/main.php?l=j3.htm

- Huták, boksák, mészkemencék https://web.archive.org/web/20090507210444/http://www.sulinet.hu/oroksegtar/data/100_falu/Bukkszentkereszt/pages/006_hutak.htm